# Bondowoso (huyện)
Bondowoso là một huyện thuộc tỉnh Đông Java, Indonesia. Ngôn ngữ phổ biến trong huyện là tiếng Madura và tiếng Java, trong đó Madura chiếm ưu thế. Thành phố lớn gần nhất là Surabaya, mất khoảng 5 giờ lái xe. Bondowoso có nền văn hóa đa dạng và ở đây có một cộng đồng Ả Rập sinh sống trong một thời gian dài, từ trước thời thực dân Hà Lan.
Bondowoso được chia thành các phó huyện (kecamatan): Binakal, Bondowoso, Botolinggo, Cermee, Curahdami, Grujugan, Jambesari Darus Sholah, Klabang, Maesan, Pakem, Prajekan, Pujer, Sempol, Sukosari, Sumberwringin, Tamanan, Taman Krocok, Tapen, Tegalampel, Tenggarang, Tlogosari, Wonosari, Wringin.